# Dysputa teologiczna w Norymberdze

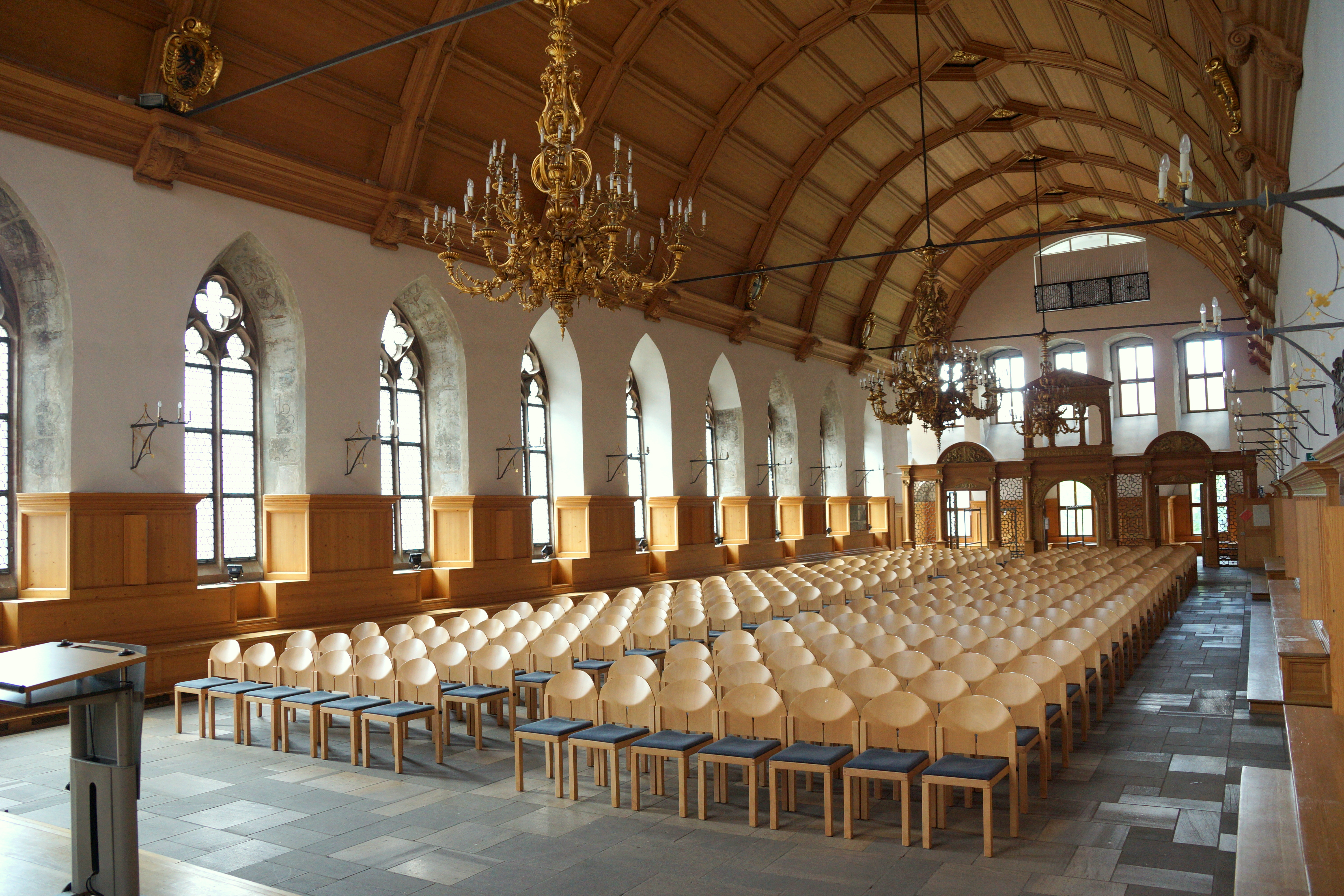
Wielka sala ratuszowa (rekonstrukcja)

Dysputa teologiczna w Norymberdze (niem: Nürnberger Religionsgespräch) – etap pertraktacji między teologami luterańskimi i katolickimi podczas Reformacji, który odbył się w marcu 1525 w ratuszu w Norymberdze przed jego radą miasta. Luteran reprezentowali: Andreas Osiander – ksiądz w Kościele św. Wawrzyńca, Wolfgang Volprecht – były przeor klasztoru augustianów w Norymberdze, i Dominicus Sleupner, a stronę katolicką franciszkanie: Lienhard Ebner, Michael Fries i inni. Ostatecznie luteranie przekonali radę miasta, która przyłączyła się do reformacji. 21 kwietnia 1525 rada miasta zakazała mszy katolickiej na terenie Wolnego Miasta Norymberga. Zakaz obowiązywał do 1806 r., kiedy Norymberga została przejęta przez Królestwo Bawarii. Zakaz nie dotyczył zakonu krzyżackiego, który pozostał jedynym ośrodkiem katolickim w mieście w XVI wieku.